# Aeroportul Gusti Syamsir Alam
Aeroportul Gusti Syamsir Alam (IATA: KBU, ICAO: WRBK) este un aeroport din Kotabaru⁠(d), Kalimantan Selatan⁠(d), Indonezia.
Situat la o altitudine de 18 m, aeroportul dispune de o singură pistă.